# Justen Glad
Justen Thomas Glad (Pasadena, 28 febbraio 1997) è un calciatore statunitense, difensore del Real Salt Lake.

## Carriera
Il 7 aprile 2014 firma il suo primo contratto da professionista con il Real Salt Lake. Glad debutta professionisticamente nella USL con i Real Monarchs l'anno successivo, riuscendo anche a segnare la sua prima rete da professionista contro il Portland Timbers II.

### Nazionale
Dopo aver giocato con le selezioni Under-17 ed Under-18, con gli Stati Uniti under 20 conquista il Nordamericano Under-20 in Nicaragua collezionando 6 presenze. Nel 2017 disputa con l'Under-20 statunitense il Mondiale di categoria in Corea del Sud dove colleziona 4 presenze e segna una rete.
L'8 gennaio 2018 viene convocato dalla nazionale maggiore.

## Statistiche

### Presenze e reti nei club
Statistiche aggiornate al 24 agosto 2020.
| Stagione              | Club                  | Campionato            | Campionato | Campionato | Coppe nazionali | Coppe nazionali | Coppe nazionali | Coppe continentali | Coppe continentali | Coppe continentali | Supercoppe | Supercoppe | Supercoppe | Totale | Totale |
| Stagione              | Club                  | Comp                  | Pres       | Reti       | Comp            | Pres            | Reti            | Comp               | Pres               | Reti               | Comp       | Pres       | Reti       | Pres   | Reti   |
| --------------------- | --------------------- | --------------------- | ---------- | ---------- | --------------- | --------------- | --------------- | ------------------ | ------------------ | ------------------ | ---------- | ---------- | ---------- | ------ | ------ |
| 2015                  | Real Monarchs         | USL                   | 7          | 1          |                 | -               | -               |                    | -                  | -                  |            | -          | -          | 7      | 1      |
| 2015                  | Real Salt Lake        | MLS                   | 7          | 0          | USOC            | 1               | 0               | CCL                | 1                  | 0                  |            | -          | -          | 9      | 0      |
| 2016                  | Real Monarchs         | USL                   | 1          | 0          |                 | -               | -               |                    | -                  | -                  |            | -          | -          | 1      | 0      |
| Totale Real Monarchs  | Totale Real Monarchs  | Totale Real Monarchs  | 8          | 1          |                 | -               | -               |                    | -                  | -                  |            | -          | -          | 8      | 1      |
| 2016                  | Real Salt Lake        | MLS                   | 28+1       | 2          | USOC            | 1               | 0               |                    | -                  | -                  |            | -          | -          | 30     | 2      |
| 2017                  | Real Salt Lake        | MLS                   | 18         | 0          | USOC            | -               | -               | -                  |                    | -                  | -          |            | -          | 18     | 0      |
| 2018                  | Real Salt Lake        | MLS                   | 33+2       | 0          | USOC            | -               | -               | -                  |                    | -                  | -          |            | -          | 35     | 0      |
| 2019                  | Real Salt Lake        | MLS                   | 23+1       | 0          | USOC            | -               | -               | -                  |                    | -                  | LC         | 1          | 0          | 25     | 0      |
| 2020                  | Real Salt Lake        | MLS                   | 14         | 1          |                 | -               | -               | -                  |                    | -                  | MISB       | 4          | 0          | 18     | 1      |
| 2021                  | Real Salt Lake        | MLS                   | 31+3       | 2          | -               | -               | -               | -                  | -                  | -                  | -          | -          | -          | 34     | 2      |
| 2022                  | Real Salt Lake        | MLS                   | 26+1       | 3          | USOC            | 1               | 0               | -                  | -                  | -                  | LC         | 1          | 0          | 29     | 3      |
| 2023                  | Real Salt Lake        | MLS                   | 32+2       | 5          | USOC            | 5               | 0               | -                  | -                  | -                  | LC         | 3          | 0          | 42     | 5      |
| 2024                  | Real Salt Lake        | MLS                   | 17         | 0          | USOC            | 1               | 0               | -                  | -                  | -                  | LC         | 0          | 0          | 18     | 0      |
| Totale Real Salt Lake | Totale Real Salt Lake | Totale Real Salt Lake | 229+10     | 13         |                 | 9               | 0               |                    | 1                  | 0                  |            | 9          | 0          | 258    | 13     |
| Totale carriera       | Totale carriera       | Totale carriera       | 247        | 14         |                 | 9               | 0               |                    | 1                  | 0                  |            | 9          | 0          | 266    | 14     |

## Palmarès

### Nazionale
- Campionato nordamericano di calcio Under-20: 1

2017